# Ubaldo Néstor Sacco
Pour les articles homonymes, voir Sacco.
Ubaldo Néstor Sacco, dit Uby Sacco, est un boxeur argentin, né le 28 juillet 1955 à Buenos Aires et mort le 28 mai 1997 à Mar del Plata.

## Carrière
Passé professionnel en 1978, il devient champion d'Argentine puis d'Amérique du Sud des poids super-légers en 1981 et 1983 et enfin champion du monde WBA de la catégorie le 21 juillet 1985 après sa victoire au 9e round contre l'américain Gene Hatcher. Battu dès le combat suivant par Patrizio Oliva le 15 mars 1986, il met un terme à sa carrière après ce combat sur un bilan de 47 victoires, 4 défaites et 1 match nul.